# Friedrich Sellow

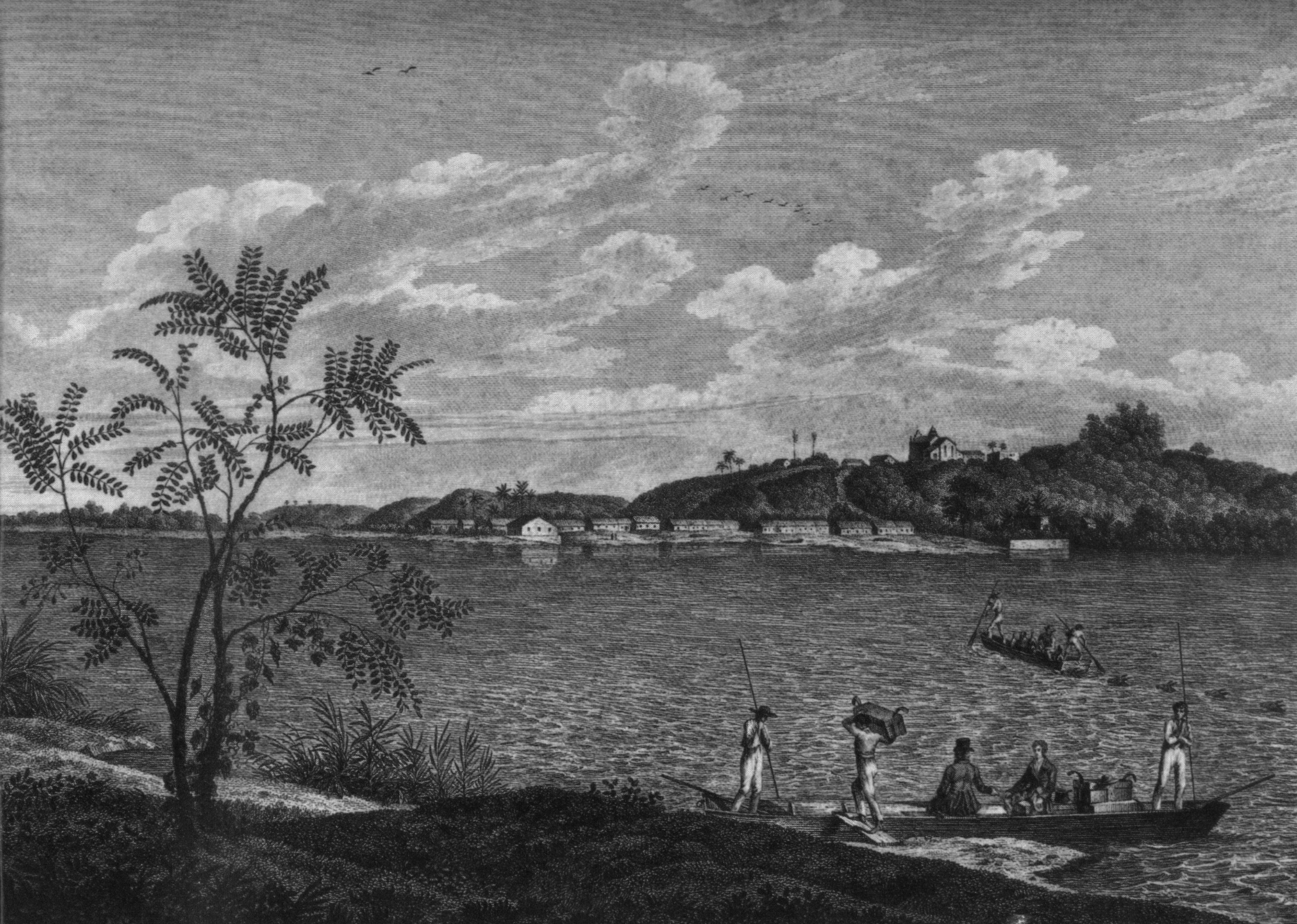
Landskap i Bahia, målning av Sellow.

Friedrich Sellow (även Sello), född 12 mars 1789 i Potsdam, död i oktober 1831 genom drunkning i floden Rio Doce i Minas Gerais, var en tysk forskningsresande och botanisk samlare.
Sellow studerade trädgårdskonst och naturhistoria i Berlin, Paris och London och reste 1814 till Brasilien för växtsamlande. Ända till sin död fortsatte han att i naturhistoriskt hänseende genomresa och utforska Brasiliens östra delar mellan Uruguay och Bahia. Huvuddelen av hans samlingar placerades i botaniska museet i Berlin.
Auktorsnamnet Sellow kan användas för Friedrich Sellow i samband med ett vetenskapligt namn inom botaniken; se Wikipediaartiklar som länkar till auktorsnamnet.